# Championnat d'Indonésie de football 2021-2022
Navigation
Saison 2020 Saison 2022-2023
La saison 2021-2022 du Championnat d'Indonésie de football est la vingt-cinquième édition du championnat de première division de football en Indonésie. La compétition regroupe dix-huit équipes, regroupées au sein d'une seule poule où elles s'affrontent deux fois au cours de la saison, à domicile et à l'extérieur. À l'issue de la compétition, les trois derniers du classement sont relégués et remplacés par les trois meilleures formations de Liga 2, la deuxième division indonésienne.
Bali United est le tenant du titre de la saison 2019, car en 2020 aucun titre n'a été attribué après l'arrêt de la compétition à cause de la pandémie de Covid-19. Le champion sortant défend son titre et termine à la première place en fin de saison en remportant son deuxième titre de champion.

## Les clubs participants
- Bhayangkara FC
- Persib Bandung
- PS Barito Putera
- Persija Jakarta
- Persela Lamongan
- Persik Kediri
- PS TIRA est renommé Persikabo 1973
- Persebaya Surabaya
- PSM Makassar
- Arema Malang
- Persiraja Banda Aceh
- Persipura Jayapura
- Bali United
- Persita Tangerang
- PSIS Semarang
- Borneo Football Club
- PSS Sleman
- Madura United

## Compétition
Le barème utilisé pour établir l'ensemble des classements est le suivant :
- Victoire : 3 points
- Match nul : 1 point
- Défaite : 0 point

### Classement
| Rang | Équipe               | Pts  | J  | G  | N  | P  | Bp | Bc | Diff |
| ---- | -------------------- | ---- | -- | -- | -- | -- | -- | -- | ---- |
| 1    | Bali UnitedT         | 75   | 34 | 23 | 6  | 5  | 57 | 26 | +31  |
| 2    | Persib Bandung       | 69   | 34 | 20 | 9  | 5  | 48 | 22 | +26  |
| 3    | Bhayangkara FC       | 66   | 34 | 19 | 9  | 6  | 48 | 27 | +21  |
| 4    | Arema Malang         | 65   | 34 | 18 | 11 | 5  | 44 | 25 | +19  |
| 5    | Persebaya Surabaya   | 63   | 34 | 18 | 9  | 7  | 56 | 35 | +21  |
| 6    | Borneo Football Club | 52   | 34 | 14 | 10 | 10 | 43 | 35 | +8   |
| 7    | PSIS Semarang        | 46   | 34 | 11 | 13 | 10 | 35 | 34 | +1   |
| 8    | Persija Jakarta      | 45   | 34 | 11 | 12 | 11 | 43 | 40 | +3   |
| 9    | Madura United        | 41   | 34 | 10 | 11 | 13 | 45 | 43 | +2   |
| 10   | Persikabo 1973       | 40   | 34 | 10 | 10 | 14 | 49 | 48 | +1   |
| 11   | Persik Kediri        | 39   | 34 | 9  | 12 | 13 | 33 | 39 | -6   |
| 12   | Persita Tangerang    | 39   | 34 | 9  | 12 | 13 | 39 | 49 | -10  |
| 13   | PSS Sleman           | 39   | 34 | 10 | 9  | 15 | 40 | 48 | -8   |
| 14   | PSM Makassar         | 38   | 34 | 8  | 14 | 12 | 31 | 41 | -10  |
| 15   | PS Barito Putera     | 36   | 34 | 9  | 9  | 16 | 41 | 49 | -8   |
| 16   | Persipura Jayapura   | 36-3 | 34 | 10 | 9  | 15 | 36 | 47 | -11  |
| 17   | Persela Lamongan     | 21   | 34 | 3  | 12 | 19 | 32 | 61 | -29  |
| 18   | Persiraja Banda Aceh | 13   | 34 | 2  | 7  | 25 | 18 | 69 | -51  |

|  | Qualification pour la Coupe de l'AFC 2022 |
|  | Relégation en deuxième division           |

- PSM Makassar est qualifié pour la Coupe de l'AFC 2022 en tant que vainqueur de la Coupe d'Indonésie 2019.

## Bilan de la saison
| Championnat d'Indonésie de football 2021-2022 |                        |
| Champion                                      | Bali United (2e titre) |
| Coupes et trophées                            |                        |
| Vainqueur de la Coupe d'Indonésie 2021-2022   | non disputée           |
| Qualifications continentales                  |                        |
| Coupe de l'AFC 2022                           | Bali United            |
| Coupe de l'AFC 2022                           | PSM Makassar           |
| Promotions et relégations                     |                        |
| Promus en Liga 1                              | Persis Solo            |
| Promus en Liga 1                              | RANS Nusantara FC      |
| Promus en Liga 1                              | Dewa United FC         |
| Relégués en Liga 2                            | Persipura Jayapura     |
| Relégués en Liga 2                            | Persela Lamongan       |
| Relégués en Liga 2                            | Persiraja Banda Aceh   |